# كوسيإي اريتا
كوسيإي اريتا (باليابانية: 有田 光成) (6 سبتمبر 1993 في نيغاتا في اليابان – )؛ هو لاعب كرة قدم كان يلعب كلاعب وسط.

## وصلات خارجية
- كوسيإي اريتا على موقع Soccerway.com (الإنجليزية)